# Chloé Buttigieg
Chloé Buttigieg Dollin (ur. 2 sierpnia 1997) – francuska judoczka. Startowała w Pucharze Świata w latach 2017-2020 i 2022. Srebrna medalistka igrzysk śródziemnomorskich w 2022 i siódma w 2018. Trzecia na ME juniorów w 2017. Wicemistrzyni Francji w 2018 roku.